# Бернап, Катберт
Ка́тберт Джеймс Бе́рнап (англ. Cuthbert James Burnup; 21 ноября 1875 — 5 апреля 1960) — английский футболист и крикетист. Выступал за крикетные клубы Кента и Лондона, «Кембридж Юниверсити» и «Марилебон», за футбольные клубы «Кембридж Юниверсити», «Коринтиан» и «Олд Малвернианс», также провёл один матч за футбольную сборную Англии. В 1903 году был признан одним из лучших крикетистов года по версии Wisden Cricketers' Almanack.

## Биография
Уроженец Блэкхита (Лондон), Катберт окончил Малверн-колледж, где был капитаном команд по крикету и рэкетсу, 1893 году играл за футбольную команду колледжа. В октябре 1894 года поступил в Клэр-колледж Кембриджского университета. С 1895 по 1898 год выступал за футбольный клуб Кембриджского университета, с 1896 по 1898 год — за крикетный клуб Кембриджа.
С 1894 по 1901 год провёл 79 матчей за «Коринтиан», забив в них 28 голов. Играл на позиции левого крайнего нападающего, считался быстрым игроком с эффективным дриблингом. В 1897 году отправился с «Коринтианом» в турне по Южной Африке, в том же году помог команде выиграть Благотворительный кубок Лондона. Также выступал за клуб «Олд Малвернианс».
4 апреля 1896 года провёл свой единственный матч за футбольную сборную Англии: это была игра Домашнего чемпионата против сборной Шотландии на стадионе «Селтик Парк» в Глазго, в которой англичане проиграли со счётом 1:2
Помимо футбола играл в крикет. В 1895 году сыграл за крикетную команду «джентльменов» против команды «Ай Зингари». Год спустя дебютировал за крикетный клуб графства Кент, впоследствии играл за него до 1907 года. Провёл за клуб 157 матчей первого класса. В 1903 году Wisden Cricketers' Almanack назвал его одним из пяти лучших крикетистов года. С 1899 по 1903 год провёл за крикетный клуб Кента 102 матча подряд, став первым игроком, преодолевшим отметку с 100 матчей подряд за клуб. Также выступал за крикетный клуб Марилебон.
Работал в Лондоне биржевым маклером, а позднее налоговым оценщиком.
Умер в апреле 1960 года в Голдерс-Грин (Лондон) в возрасте 84 лет.